# Autoroute A319 (France)
Pour les articles homonymes, voir A319 (homonymie).
L’autoroute A319 est une autoroute en projet de 100 kilomètres environ qui relierait l'autoroute A31 au niveau de Flagey au sud de Langres, à Vesoul.

## Projet
L'autoroute commencerait à Flagey et se connecterait à la RN 19 vers Chaudenay par la mise aux normes autoroutières de la RD 428 qui serait prolongée afin de contourner Langres par le sud. Ensuite, l'autoroute doublerait ou reprendrait la RN 19 jusqu'à l'ouest de Vesoul.
Précédée de l'autoroute A5 et complétée de la voie express RN 19 (2 × 2 voies), l'ensemble relierait la région parisienne au réseau A36/A35 de l'est de la France. Cela offre plusieurs possibilités de continuité : 
- vers le nord de la Suisse romande (Delémont, Bienne, Neuchâtel) et la capitale Berne, via la Transjurane (A16) ;
- vers la Suisse alémanique (Bâle, Zurich, Lucerne) via les autoroutes suisses A2 et A3 ;
- vers l'Allemagne du Sud (réseau HaFraBa : Hambourg-Francfort-Bâle).

Inscrit au SNIT (Schéma national d'infrastructures de transport), le projet risque d'être reporté si le rapport de la commission mobilité 21 est suivi d'effet mais semble être redevenu prioritaire en 2020.